# Kinross-shire (circonscription du Parlement d'Écosse)
Avant les Actes d'Union de 1707, les barons comté de Kinross élisaient des commissaires pour les représenter au Parlement monocaméral d'Écosse et à la Convention des États.

## Histoire de la circonscription
Les petits barons et propriétaires francs ont d'abord été autorisés à élire des commissaires du comté pour les représenter au Parlement par un acte du roi James I en 1428; le sheriffdom de Kinross devait être représenté par un commissaire. Cet acte, cependant, est resté inopérant et la représentation des comtés n'a été établie qu'en 1587.
Pendant de nombreuses années, la majorité du Kinross-shire appartenait au comte de Morton et au Lord Balfour de Burleigh, qui siégeaient déjà au Parlement en tant que pairs. Il n'y avait donc pas de commissaire pour le comté, sauf pendant le Commonwealth d'Angleterre, d'Écosse et d'Irlande lorsque les sheriffdoms de Fife et de Kinross étaient représentés conjointement par un Membre du Parlement à Westminster de 1654 à 1659. Cette situation s'est poursuivie jusqu'aux années 1670 lorsque Lord Morton a vendu le domaine de Kinross, comprenant la majeure partie du comté à Sir William Bruce de Balcaskie. Ayant été élu commissaire, Bruce fut autorisé à représenter le comté selon l'ancienne coutume, par lettre royale du 13 août 1681.

## Liste des commissaires du comté
- 1681–82 et 1685–86: Sir William Bruce de Kinross[4]
- 1689 convention et 1689–1690, 1700–1702: Sir David Arnot de Arnot[5]
- 1702–07: John Bruce de Kinross[4],[6]

## Après l'Union
Le commissaire de Kinross, John Bruce (fils et plus tard héritier de Sir William) a été choisi comme l'un des représentants écossais au premier Parlement de Grande-Bretagne, siégeant de 1707 jusqu'aux élections générales de 1708. Après 1708, le Kinross-shire et le Clackmannanshire étaient alternativement représentés par un membre du parlement à la Chambre des communes de Grande-Bretagne.